# Luther-Bibliothek (Worms)
Die Luther-Bibliothek in Worms ist eine Sammlung innerhalb der Stadtbibliothek Worms mit 617 Druckschriften aus der Reformationszeit, darunter die Ratsherrenschrift von Martin Luther, die seit Oktober 2015 Teil des Weltdokumentenerbes der UNESCO ist.

## Geschichte

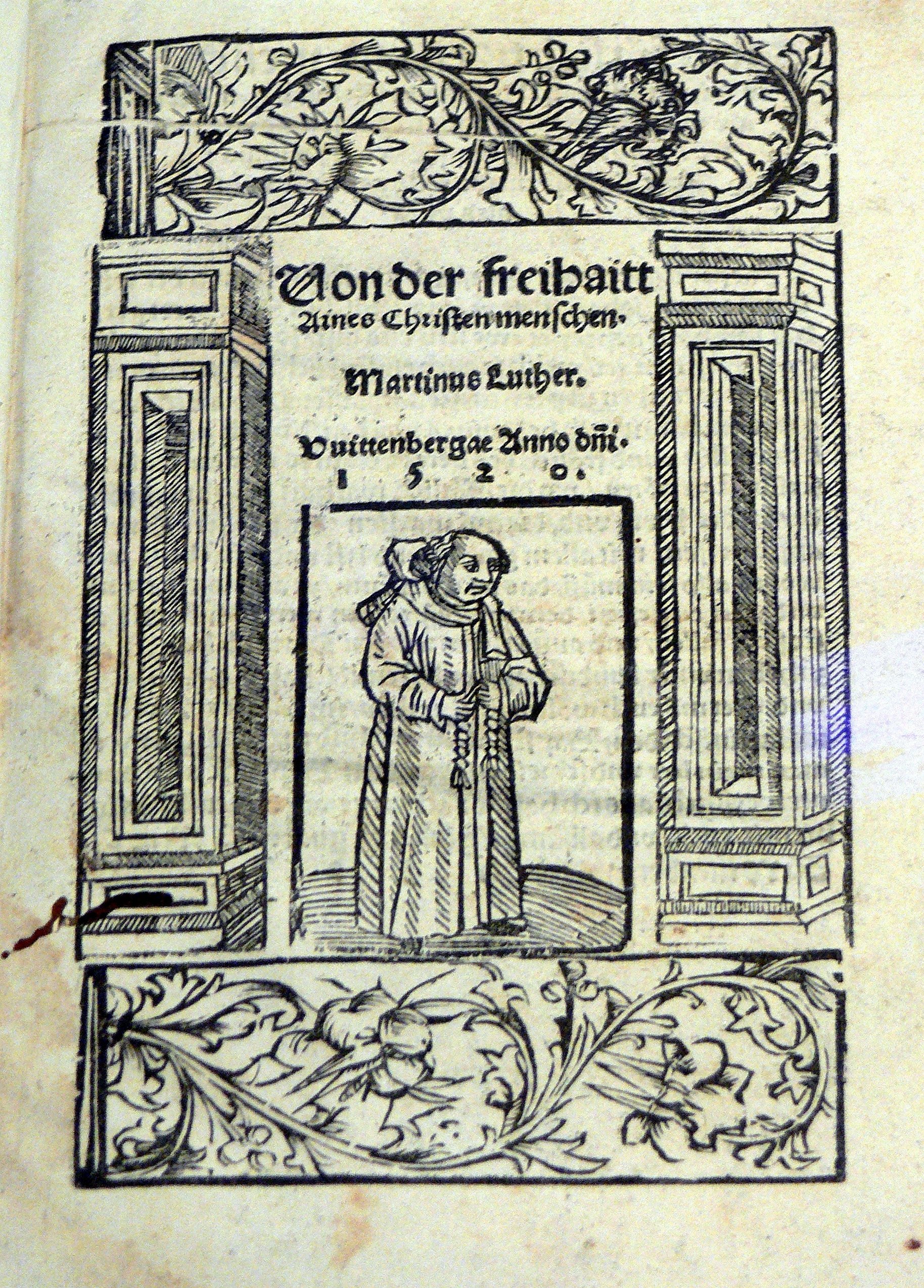
Titelseite der Schrift Von der Freiheit eines Christenmenschen (1520)

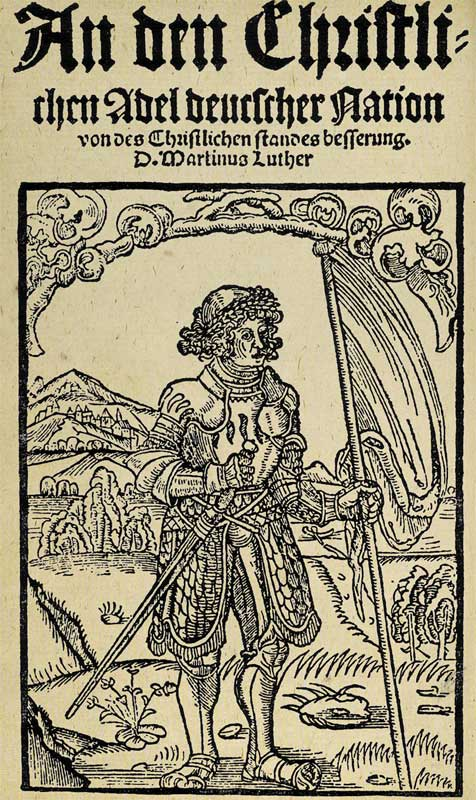
Titelseite der Schrift An den christlichen Adel deutscher Nation von des christlichen Standes Besserung

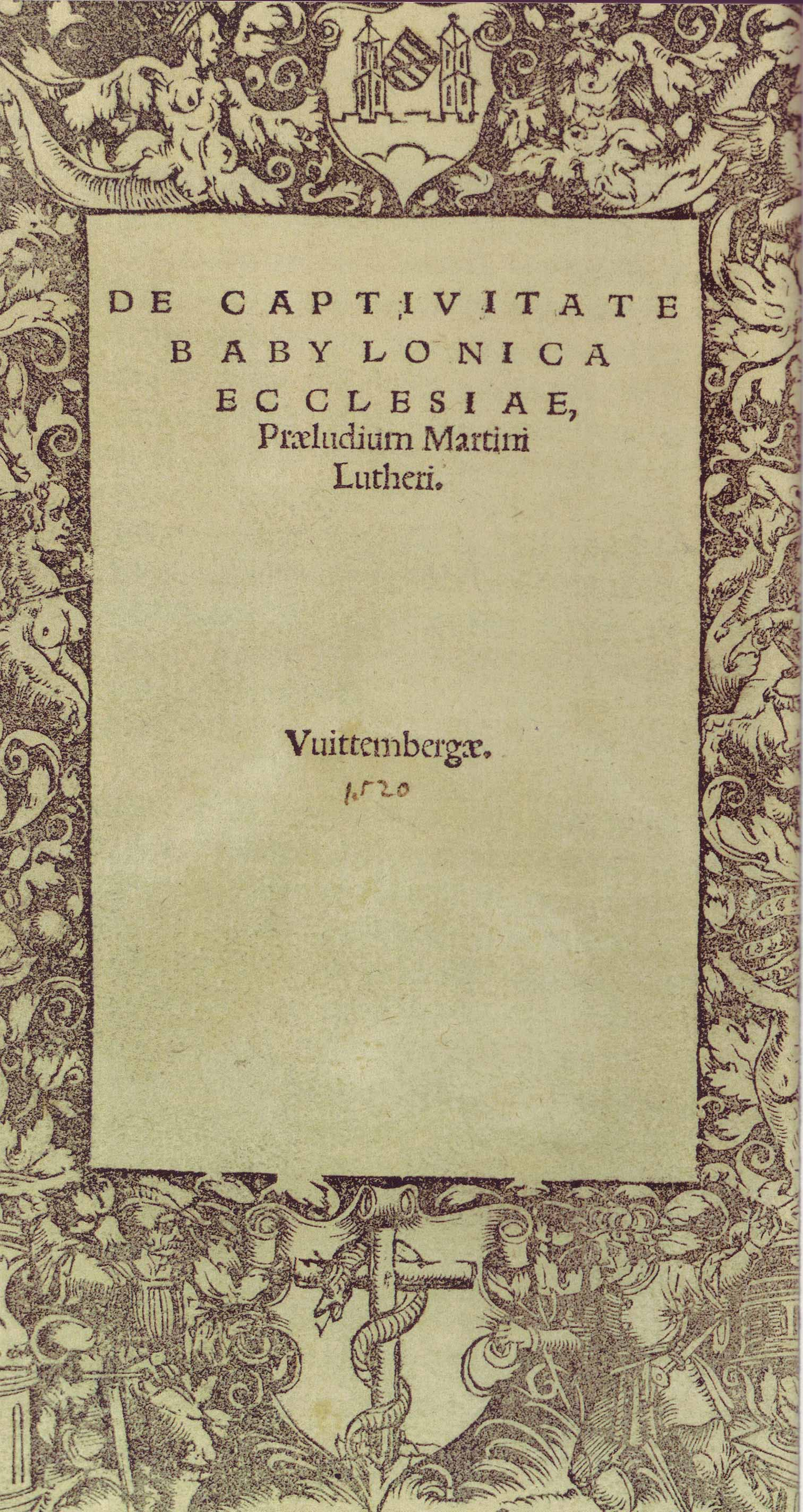
Titelseite der Schrift De captivitate Babylonica ecclesiae

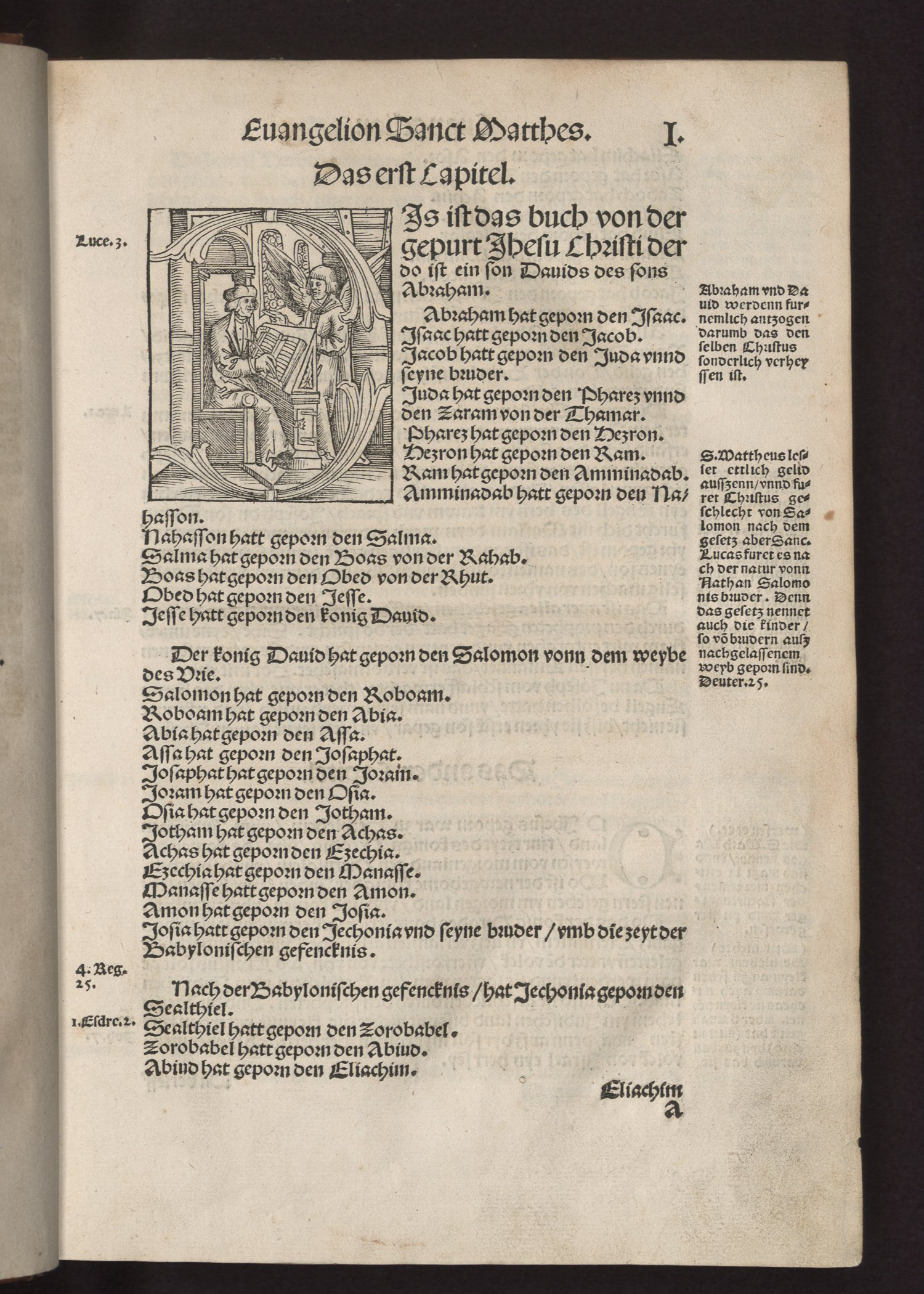
Septembertestament: Beginn des Matthäus-Evangeliums

1883 ließ Maximilian von Heyl von dem in Worms tätigen Buchhändler Julius Stern die Luther-Sammlung in kurzer Zeit zusammentragen. Er soll dafür 32.000 Mark bezahlt haben. Woher Julius Stern die Drucke bezog, lässt sich nur noch teilweise nachvollziehen. Ein Teil stammte wohl aus dem Antiquariat von Theodor Oswald Weigel (1812–1881) in Leipzig. Julius Stern verfasste einen Katalog darüber, der 489 Katalognummern enthielt. Anschließend stiftete Maximilian von Heyl anlässlich des 400. Jahrestages von Luthers Geburtstag die Sammlung der Stadt Worms, die sie zunächst in den Konventsgebäuden des ehemaligen Paulusstifts ausstellte. Dazu wurde hier eine „Lutherstube“ eingerichtet, die im Auftrag von Maximilian von Heyl durch den Münchner Ausstattungs-Künstler Lorenz Gedon gestaltet wurde. Später gab es weitere Spenden an die Sammlung, etwa durch den Mainzer Domkapitular, Kunstexperten und Büchersammler Friedrich Schneider. Heute wird die Sammlung in der Stadtbibliothek aufbewahrt.

## Sammlungsinhalt
Die Sammlung beinhaltet Druckschriften Martin Luthers – die jüngsten stammen von 1548 –, drei eigenhändige Briefe von ihm, die einzigen Manuskripte der Sammlung, und zeitgenössische Druckschriften zur Reformation. Unter den Druckschriften sind auch die, die ihm 1521 auf dem Reichstag zu Worms vorgelegt wurden, um sie zu widerrufen. Die Sammlung enthält unter anderem Martin Luthers Schriften:
- Von der Freiheit eines Christenmenschen,
- An den christlichen Adel deutscher Nation von des christlichen Standes Besserung,
- De captivitate Babylonica ecclesiae,
- das Septembertestament (die erste deutschsprachige Übersetzung des Neuen Testaments durch Martin Luther) von 1522,
- An die Radherren aller stedte deutsches lands: das sie Christliche schulen auffrichten und hallten sollen. Lucas Cranach und Christian Döring, Wittenberg 1524. Diese sogenannte Ratsherrenschrift ist seit Oktober 2015 Teil des Weltdokumentenerbes („Memory of the world“) „Frühe Schriften der Reformationsbewegung“ der UNESCO[11] und
- Den lieben berüffenen unnd glaübien kindern gottes, allen Christen zů Wormbs meinen lieben herren freündenund brůdern Jnn Christo. Jakob Schmidt, Speyer 1523.[12]
- Die vollständige deutschsprachige Bibel-Ausgabe von 1536 in der Übersetzung von Martin Luther, verlegt bei Hans Lufft.

Weitere in der Luther-Bibliothek bewahrte Schriften sind:
- „Wormser Bibel“ (erste vollständige deutschsprachige Bibelausgabe[Anm. 1]). Peter Schöffer der Jüngere, Worms 1529.[13]
- Form und Ordenung der Evangelischen deutzschen Messen, wie sie zu Worms gehalten wirt. Peter Schöffer der Jüngere, Worms 1524.[14][Anm. 2]

Darüber hinaus enthält die Sammlung Flugschriften von Philipp Melanchthon, Erasmus von Rotterdam, Ulrich von Hutten, Andreas Bodenstein, genannt Karlstadt, Johannes Oekolampad, Andreas Osiander, Urbanus Rhegius, Hans Sachs, Huldrych Zwingli und anderer Humanisten und Reformatoren. Weiter enthält die Sammlung Schriften prominenter Luther-Gegner, wie Johannes Cochläus und Johannes Eck. Weitere Drucke beziehen sich auf den Wormser Reichstag von 1521.

## Wissenswert
Etwa 250 historische Werke aus der Stadtbibliothek Worms sind im Volltext im Internet zugänglich, darunter 61 von Martin Luther.